# Apák napja

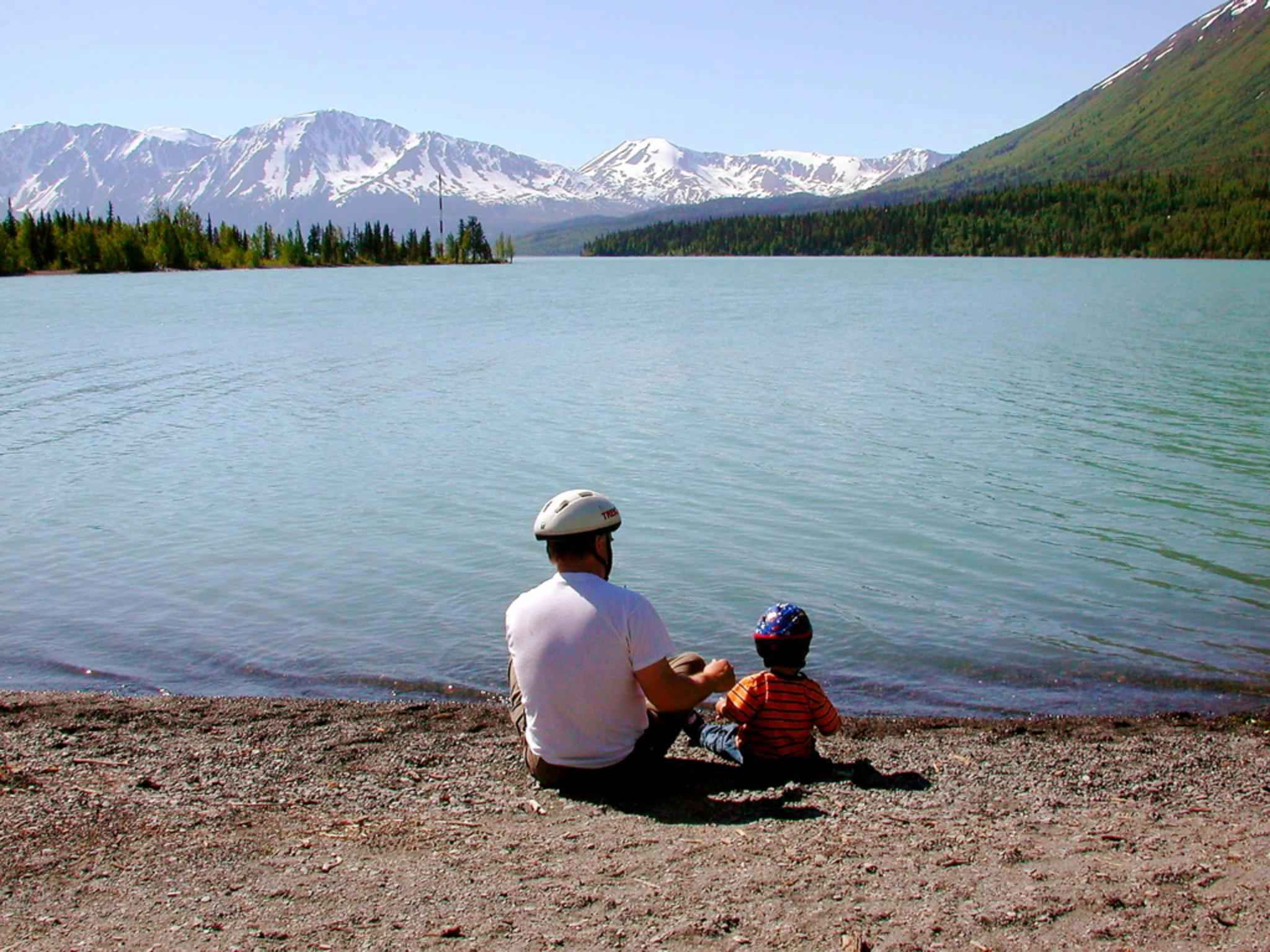
Apa és fia egy tóparton apák napján

Az apák napja világi ünnepnap, amelyet Magyarországon június harmadik vasárnapján ünnepelnek. Az apák szerepének fontosságát számos pszichológiai tanulmány igazolja. Az apák napját a 20. század elején kezdték el megtartani az anyák napja párjaként, melynek során az apaságot és a szülői szerepet ünneplik. Ilyenkor emlékeznek az apákra, nagyapákra és a többi férfi elődre. Az apák napját világszerte számos különböző időpontban ünneplik. Ezen a napon általában ajándékot adnak az apáknak, és ilyenkor a család általában együtt van.

## Története

### USA
Amerikában – a Crestonban született – Sonora Smart Dodd volt az ünnep megalapításának legfőbb kezdeményezője. Apja, a polgárháborús veterán William Jackson Smart egyedülálló szülőként nevelte fel kilenc gyermekét (a legkisebb újszülött volt, a legnagyobb 9 éves, amikor második feleség 1891-ben belehalt hetedik közös gyermekük születésébe). Lányában a kezdeményezés azután fogant meg, hogy hallott az első anyáknapi ünnepségről, melyet Anna Jarvis alapított. Az apja szülői példája által inspirálva, Sonora úgy érezte, hogy az apáknak is járna egy saját ünnepnap. 1910-ben végül a hatóságok is kezdeményezése mögé álltak. Az apák napjának Sonora által eredetileg tervezett dátuma június 5., édesapja születésnapja lett volna, de a hatóságok addigra nem készültek el a teendőkkel, így június harmadik vasárnapján tartották az első apák napját, és tartják ma is. Így az első apák napja 1910. június 19-én volt Spokane-ben.
Az ünnep a William Jennings Bryanhez hasonló személyek segítségével lett szélesebb körben ismert. 1916-ban az akkori amerikai elnök, Woodrow Wilson is részt vett a spokane-i apák napja ünnepségen.
William Jackson Smart 1917-ben, 77 évesen, lánya Sonora Smart Dodd házában, gyermekei által körülvéve távozott el az élők sorából. Rendkívül nagy családja volt, összesen tizennégy gyermeket nevelt fel (első házasságából négy, második házasságából három mostoha és hét saját gyereke volt).
Calvin Coolidge 1924-ben javaslatot tett, hogy a napot nyilvánítsák országos szabadnappá. Az ünnepet 1972-ben Richard Nixon ismerte el hivatalosan.
Az utóbbi években a kereskedők alkalmazkodtak az ünnephez: ilyenkor általában a műszaki cikkek és a szerszámok kereslete növekszik.

### Katolikus hagyományok
A katolikus egyház az apák napját hagyományosan március 19-én, Szent József napján tartja. Néhány országban világi ünnepként tartják számon.

## Dátumok
- február 23.: Oroszország katonai ünnep
- március 19.: Antwerpen (Belgium), Olaszország, Portugália, Spanyolország, Andorra, Svájc
- május 8.: Dél-Korea
- május második vasárnapja: Románia
- áldozócsütörtök: Németország
- június 5.: Dánia
- június első vasárnapja: Litvánia
- június második vasárnapja: Ausztria, Belgium (kivéve Antwerpenben)
- június 21: Egyesült Arab Emírségek
- június 23: Lengyelország, Nicaragua
- június harmadik vasárnapja: Argentína, Bulgária, Chile, Costa Rica, Dél-afrikai Köztársaság, Ecuador, Egyesült Királyság, Franciaország, Fülöp-szigetek, Hollandia, Hongkong, Horvátország, India, Írország, Japán, Kanada, Kína, Kolumbia, Kuba, Magyarország, Makaó, Malajzia, Málta, Mexikó, Pakisztán, Panama, Peru, Svájc, Szingapúr, Szlovákia, Törökország, USA, Venezuela, Zimbabwe
- július 7.: Vietnám
- július utolsó vasárnapja. Dominikai Köztársaság
- augusztus eleje: Irán, Ali kalifa születésnapja
- augusztus 8.: Tajvan, a dátum kimondva, bā bā, (8/8) majdnem azonos a kínai apa szóval, ami bàba, kiejtése kb. pápá, a második á rövid
- augusztus második vasárnapja: Brazília
- Augusztus 20. Nepál
- szeptember első vasárnapja: Ausztrália, Új-Zéland
- november második vasárnapja: Észtország, Finnország, Norvégia, Svédország
- december 5.: Thaiföld, Bhumibol Adulyadej király születésnapja